# Repište
Repistye (ungarisch Repistye) ist eine Gemeinde in der Mitte der Slowakei mit 277 Einwohnern (Stand 31. Dezember 2024), die zum Okres Žiar nad Hronom, einem Teil des Banskobystrický kraj, gehört.

## Geographie

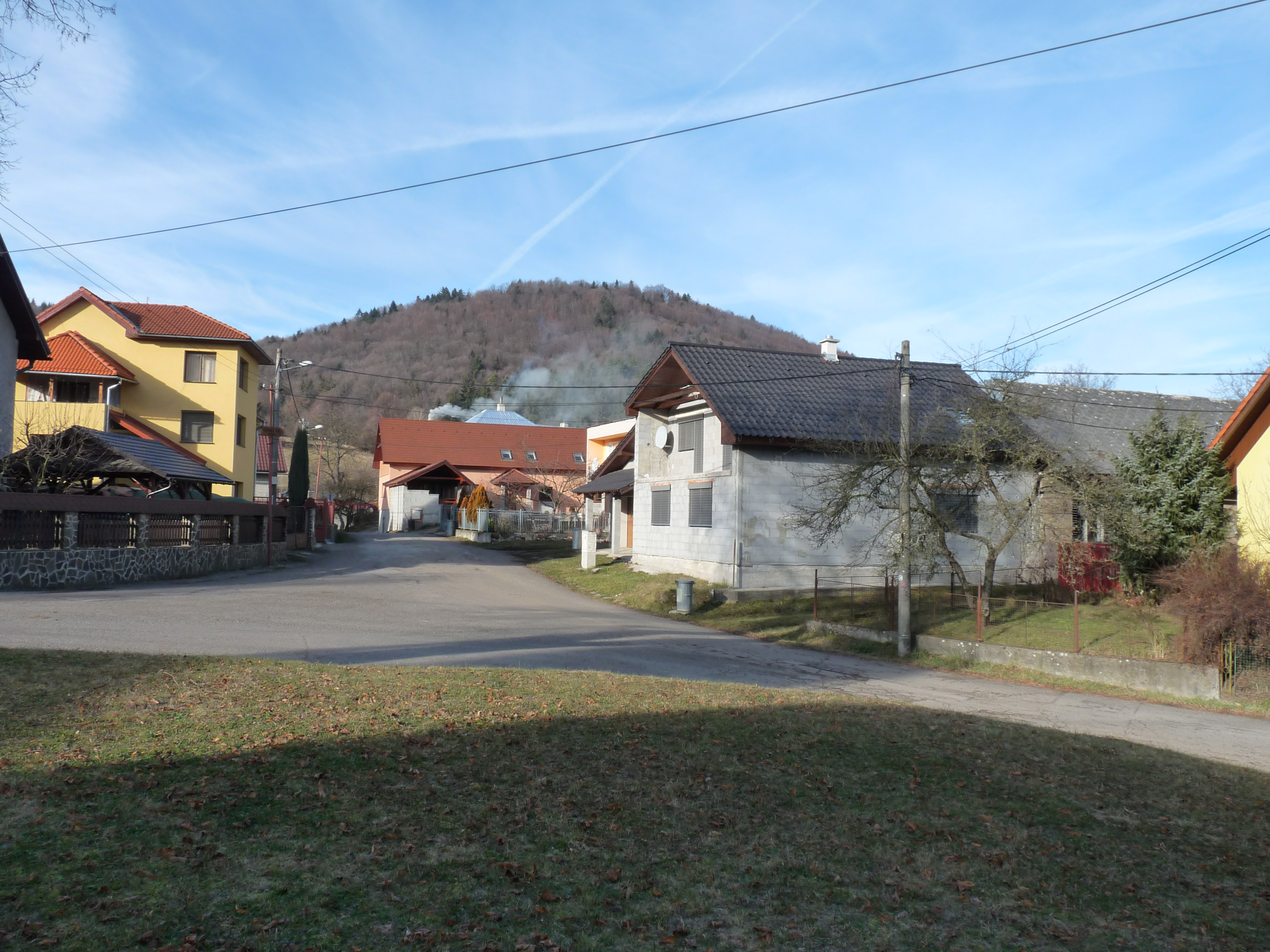
Straßenbild in Repište

Die Gemeinde befindet sich in den Schemnitzer Bergen, in einem Gebirgskessel eines Zuflusses des Flüsschens Teplá. Das Ortszentrum liegt auf einer Höhe von 521 m n.m. und ist 15 Kilometer von Banská Štiavnica sowie 19 Kilometer von Žiar nad Hronom entfernt (Straßenentfernung).
Nachbargemeinden sind Sklené Teplice im Norden und Nordosten, Banská Štiavnica im Südosten und Süden, Vyhne im Westen sowie Hliník nad Hronom und Lehôtka pod Brehmi im Nordwesten.

## Geschichte

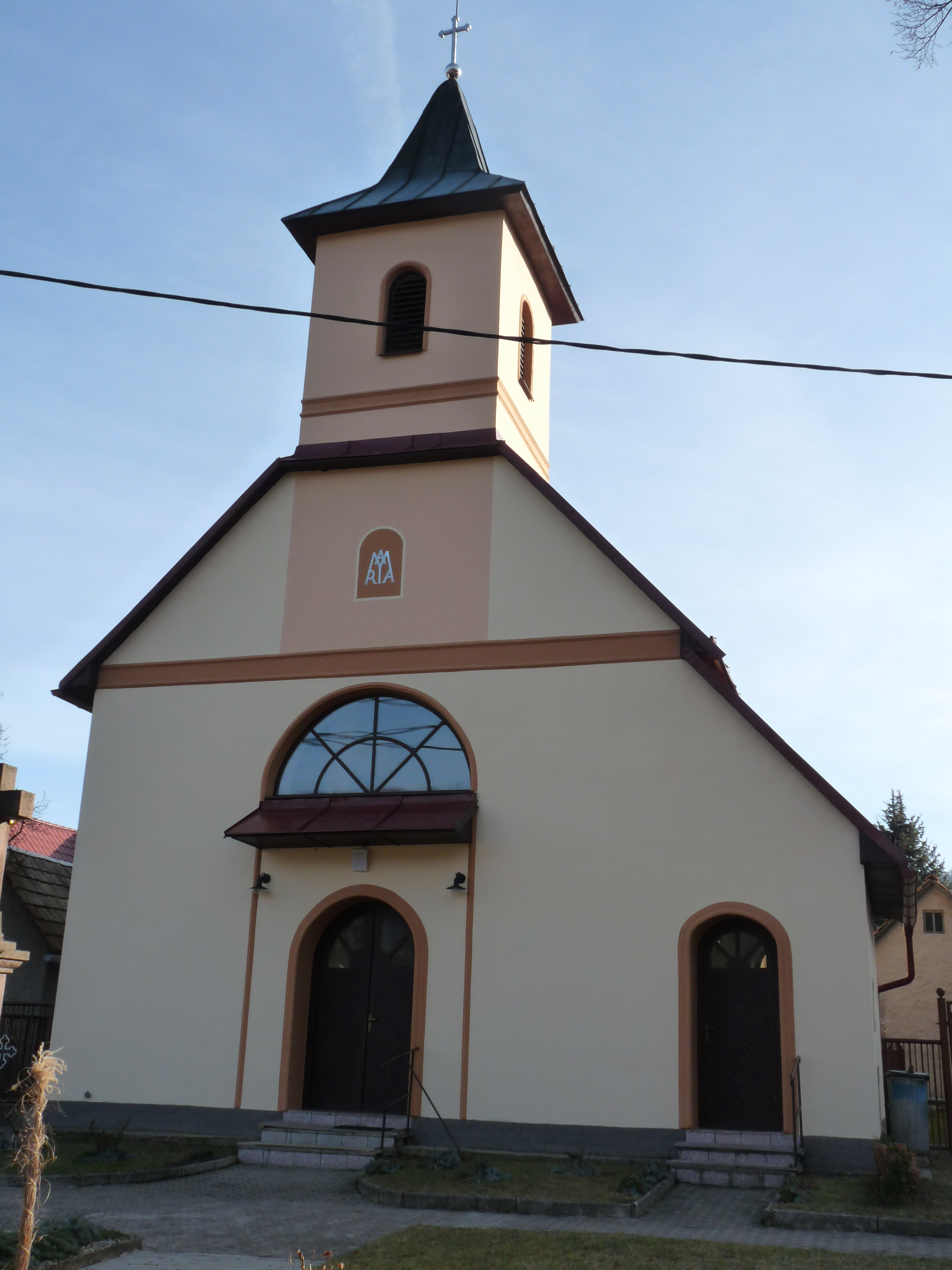
Kirche in Repište

Repište wurde zum ersten Mal 1388 als Repistia beziehungsweise Repiscia schriftlich erwähnt und gehörte im Spätmittelalter zum Herrschaftsgebiet der Burg Šášov. 1534 wurden nach einem Steuerverzeichnis acht Porta verzeichnet, 1601 standen 35 Häuser, davon waren 11 Häuser verlassen. Im 17. Jahrhundert kam Repište zum Verwaltungsgebiet der Bergkammer in Schemnitz. 1720  gab es je eine Gaststätte und Mühle sowie 14 Steuerpflichtige, davon sieben Handwerker. 1828 zählte man 44 Häuser und 281 Einwohner, die als Landwirte beschäftigt waren.
Bis 1918 gehörte der im Komitat Bars liegende Ort zum Königreich Ungarn und kam danach zur Tschechoslowakei beziehungsweise heute Slowakei. In der ersten tschechoslowakischen Republik waren Bergbau und Landwirtschaft die Haupteinnahmequellen der Bevölkerung, später fanden die Einwohner Arbeit in den umliegenden Gemeinden wie Banská Štiavnica, Vyhne, Hliník nad Hronom und Žiar nad Hronom.

## Bevölkerung
| Jahr                | 1994 | 2004    | 2014    | 2024    |
| ------------------- | ---- | ------- | ------- | ------- |
| Anzahl der Personen | 325  | 304     | 299     | 277     |
| Unterschied         |      | −6,46 % | −1,64 % | −7,35 % |

| Jahr                | 2023 | 2024    |
| ------------------- | ---- | ------- |
| Anzahl der Personen | 270  | 277     |
| Unterschied         |      | +2,59 % |

Nach der Volkszählung 2011 wohnten in Repište 302 Einwohner, davon 298 Slowaken, zwei Magyaren und ein Mährer. Ein Einwohner gab eine andere Ethnie an.
270 Einwohner bekannten sich zur römisch-katholischen Kirche und drei Einwohner zur Evangelischen Kirche A. B.; ein Einwohner bekannte sich zu einer anderen Konfession. 13 Einwohner waren konfessionslos und bei 15 Einwohnern wurde die Konfession nicht ermittelt.

## Bauwerke
- römisch-katholische Maria-vom-Rosenkranz-Kirche aus dem Jahr 1861 im gemischten neobarock-klassizistischen Stil